# Basket Team Crema 2006-2007
Il Basket Team Crema 2006-2007 era sponsorizzato dalla Sea Logistic. È stata la prima stagione giocata in questa categoria.

## Risultati stagionali

### Prima fase
Al termine della stagione regolare la squadra arrivava all'11º posto del Girone Nord e conseguiva il diritto a rimanere in A2.
|  |     | Classifica finale 2006-2007    | Pt | G  | V  | P  | PtF  | PtS  |
|  | --- | ------------------------------ | -- | -- | -- | -- | ---- | ---- |
|  | 1.  | Memar Reggio Emilia            | 46 | 30 | 23 | 7  | 2206 | 1940 |
|  | 2.  | Meccanica Nova Bologna         | 46 | 30 | 23 | 7  | 1873 | 1562 |
|  | 3.  | Sernavimar Marghera            | 42 | 30 | 21 | 9  | 2037 | 1732 |
|  | 4.  | Nemaz Udine                    | 42 | 30 | 21 | 9  | 1870 | 1690 |
|  | 5.  | Cantina Sociale Broni          | 40 | 30 | 20 | 10 | 1901 | 1777 |
|  | 6.  | Pentamedia Carugate            | 38 | 30 | 19 | 11 | 2026 | 1889 |
|  | 7.  | Basket Club Bolzano            | 34 | 30 | 17 | 13 | 1968 | 1846 |
|  | 8.  | Geas Sesto San Giovanni        | 32 | 30 | 16 | 14 | 1955 | 1850 |
|  | 9.  | Pakelo San Bonifacio           | 30 | 30 | 15 | 15 | 1729 | 1729 |
|  | 10. | Tecno Allarmi Cervia           | 26 | 30 | 13 | 17 | 1825 | 1852 |
|  | 11. | Sea Logistic Crema             | 24 | 30 | 12 | 18 | 1957 | 2023 |
|  | 12. | Interclub Muggia               | 24 | 30 | 12 | 18 | 1803 | 1916 |
|  | 13. | Basket Treviso                 | 16 | 30 | 8  | 22 | 1713 | 1998 |
|  | 14. | Synthesis3 Ivrea               | 16 | 30 | 8  | 22 | 1812 | 2025 |
|  | 15. | Roby Profumi Borgo Val di Taro | 14 | 30 | 7  | 23 | 1724 | 2083 |
|  | 16. | A.S. Vicenza                   | 10 | 30 | 5  | 25 | 1644 | 2131 |

## Roster A2 stagione 2006-2007
|  | Naz.                 | Ruolo | Sportivo             | Anno | Alt. |  |  |
|  | -------------------- | ----- | -------------------- | ---- | ---- |  |  |
|  | Italia (bandiera)    | C     | Marianna Aschedamini | 1983 | 190  |  |  |
|  | Italia (bandiera)    | A     | Laura Barbiero       | 1974 | 183  |  |  |
|  | Italia (bandiera)    | G     | Claudia Barzaghi     | 1973 | 175  |  |  |
|  | Italia (bandiera)    | A     | Cinzia Boschetti     | 1984 | 180  |  |  |
|  | Italia (bandiera)    | G     | Paola Caccialanza    | 1989 | 178  |  |  |
|  | Italia (bandiera)    | A     | Lucilla Canova       | 1986 | 175  |  |  |
|  | Italia (bandiera)    | G     | Valeria Filippi      | 1989 | 178  |  |  |
|  | Italia (bandiera)    | A     | Giorgia Garrone      | 1987 | 180  |  |  |
|  | Finlandia (bandiera) | A     | Jutta Gilbert        | 1981 |      |  |  |
|  | Italia (bandiera)    | C     | Lorena Manera        | 1981 | 167  |  |  |
|  | Italia (bandiera)    | C     | Marta Mola           | 1989 | 178  |  |  |
|  | Italia (bandiera)    | P     | Elisabetta Necchi    | 1979 | 177  |  |  |
|  | Italia (bandiera)    | G     | Martina Monticelli   | 1973 | 165  |  |  |
|  | Italia (bandiera)    | G     | Elisa Valenti        | 1988 | 175  |  |  |
|  | Serbia (bandiera)    | C     | Dunja Vujovic        | 1987 | 188  |  |  |

### Staff tecnico
| Allenatore:       | Filippo Bacchini |
| Primo assistente: | Gianluca Pamiro  |